# Nu bleu (souvenir de Biskra)
Nu bleu (souvenir de Biskra) est un tableau peint par Henri Matisse en 1907. Cette huile sur toile représente un nu féminin dont la pose reprend celle d'une statue sur laquelle l'artiste travaillait avant de l'endommager. Elle a été présentée au public au Salon des indépendants en mars 1907 et a par la suite pris part à l'Armory Show, voyageant jusqu'à Chicago et Boston. Elle est aujourd'hui conservée au musée d'Art de Baltimore.